# خطوط يو بي إس الرحلة 6
خطوط يو بي إس الرحلة 6 هي رحلة جوية انتهت بالتحطم طائرة الشحن في 3 سبتمبر 2010، من طراز بوينغ 747-400 تقوم بتشغيلها شركة خطوط يو بي إس الجوية الأمريكية لخدمات الطرود تحطمت بعد وقت قصير من إقلاعها من قاعدة عسكرية قرب مطار دبي الدولي مما أسفر عن مقتل أفراد طاقمها المؤلف من شخصين، كانت الطائرة قد غادرت دبي في وقت سابق، لكنه عاد بعد الإبلاغ عن دخان في قمرة القيادة. كان هذا أول حادث طيران مميت لشركة خطوط يو بي إس الجوية. تسبب الحادث في إعادة فحص إجراءات السلامة لحماية طائرات الركاب من الدخان في قمرة القيادة.

## الطائرة
كانت الطائرة المشاركة في الحادث من طراز بوينغ 747-400F مسجلة برقم N571UP، سُلمت إلى شركة خطوط يو بي إس الجوية في عام 2007. وقد طارت لأكثر من 10000 ساعة، وأجريت عملية تفتيش رئيسية في يونيو 2010. كانت الطائرة مدعومة بأربعة محركات توربوفان جنرال إلكتريك CF6-80C2B5FG01.

## وصلات خارجية
- الهيئة العامة للطيران المدني بدولة الإمارات العربية المتحدة.
  - (بالإنجليزية) Final report( نسخة محفوظة 10 أغسطس 2013 على موقع واي باك مشين.)
  - (بالإنجليزية) Interim Report( نسخة محفوظة 11 يونيو 2014 على موقع واي باك مشين.)
  - (بالإنجليزية) Preliminary Report (Archive)
  - "الهيئة العامة للطيران المدني تنفي وجود أي دليل على وقوع انفجار في طائرة الشحن الأميركية من طراز بوينغ 747-400." نوفمبر, 07 2010.
  - "الهيئة العامة للطيران المدني تستبعد فرضية عمل إرهابي في طائرة الشحن الأميركية من طراز بوينغ 747-400 في دبي يوم 3 سبتمبر 2010." أكتوبر, 31 2010.
  - "الهيئة العامة للطيران المدني تكشف المزيد من التفاصيل عن حادث تحطم طائرة الشحن الأميركية من طراز بوينغ 747-400 في دبي يوم 3 سبتمبر ." سبتمبر, 23 2010.
  - "العثور على الصندوق الأسود الثاني الخاص بطائرة الشحن الأميركية المتحطمة." سبتمبر, 13 2010.
  - "الهيئة العامة للطيران المدني في دولة الإمارات العربية المتحدة تكشف عن التقرير الأولي لحادث تحطم طائرة الشحن التابعة للبريد الأميركي السريع من طراز بوينغ 747-400 مساء 3 سبتمبر 2010." سبتمبر, 05 2010.
- (بالإنجليزية) "Statement on Aircraft Accident." خطوط يو بي إس الجوية